# جاي فريمان
جاي فريمان (بالإنجليزية: Jay Freeman)‏ هو عالم حاسوب ومبرمج وشخصية أعمال أمريكي، ولد في 27 نوفمبر 1981 في سانتا باربارا في الولايات المتحدة.